# Utopia (Marte)
Utopia  è una caratteristica di albedo della superficie di Marte.